# Hirtodrosophila tozana
Hirtodrosophila tozana är en tvåvingeart som först beskrevs av Bock 1989.  Hirtodrosophila tozana ingår i släktet Hirtodrosophila och familjen daggflugor. Inga underarter finns listade i Catalogue of Life.